# Xylophaga nidarosiensis
Xylophaga nidarosiensis is een tweekleppigensoort uit de familie van de Pholadidae. De wetenschappelijke naam van de soort is voor het eerst geldig gepubliceerd in 1980 door Santhakumaran.